# Euphoresia lindemannae
Euphoresia lindemannae är en skalbaggsart som beskrevs av Frey 1972. Euphoresia lindemannae ingår i släktet Euphoresia och familjen Melolonthidae. Inga underarter finns listade i Catalogue of Life.